# Judit Bárdos
Judit Bárdos (Bratislava, 12 maggio 1988) è un'attrice slovacca.
Di etnia ungherese, è figlia del politico Gyula Bárdos e della giornalista Ágnes Bárdos. Judit Bárdos ha vinto nel 2012 il premio Slnko v sieti come miglior attrice per il film Dom del 2011. 

## Filmografia
- Az utolsó férfi, cortometraggio, regia di Mihály Schwechtje (2006)
- Dr. Ludsky, serie TV, regia di Peter Bebjak e Róbert Sveda (2011)
- Dom, regia di Zuzana Liová (2011)
- Dobrý človek, regia di Csaba Molnár (2013)
- Good Night, cortometraggio, regia di Peter Czikrai (2013)
- Kandidát, regia di Jonáš Karásek (2013)
- M Is for Malnutrition, video (3 min.), regia di Peter Czikrai (2013)
- Doktori, serie TV, regia di Matus Libovic (2014)
- Dvere, regia di Zuzana Marianková (2014)
- Fair Play, regia di Andrea Sedlácková (2014)
- Láska na vlásku, regia di Mariana Cengel-Solcanská (2014)
- Noc v hoteli, regia di Martin Hnát (2014)
- V tichu, regia di Zdenek Jiráský (2014)
- Krisztina, cortometraggio, regia di Hana Merková (2015)
- Dakujem za krásne sviatky, regia di Samuel Spisák (2016)
- ABCs of Death 2.5 (segmento M Is for Malnutrition) , registi vari (2016)
- Svět pod hlavou, serie TV, regia di Marek Najbrt e Radim Špaček (2017)
- Bohémia, mini-serie TV, regia di Robert Sedlácek (2017)
- Pĕstírna, cortometraggio all'interno di una serie TV, regia di Andy Fehu (2017)
- Tajné životy, serie TV, regia di Ján Sebechlebský (2014-2017)
- DOGG, di registi vari (2017)
- Out, regia di Győrgy Kristóf (2017)
- Chata na prodej, regia di Tomáš Pavlíček (2018)
- Tramonto (Napszállta), regia di László Nemes  (2018)[4]
- Backstage, regia di Andrea Sedlácková (2018)
- Čertí brko, regia di Marek Najbrt (2018)